# 2001년 구자라트 지진
2001년 구자라트 지진은 인도 서부지역에 위치한 구자라트주의 카치 지역에서 일어난 지진이다. 한국 표준시로 2001년 1월 26일 12시 16분에 규모 6.9의 강도로 일어났다. 1819년 카치사막에서 규모 7.8의 대지진 이후 182년 만에 발생한 가장 큰 강도의 지진이었다. 구자라트 지진, 카치지진, 2001 인도 대지진이라고도 한다.
리히터 규모 6.9로 카치반도 대부분의 지역을 파괴하였으며, 구자라트주 전역에 피해를 입혔다. 인도 정부의 발표에 따르면 20,005명이 사망하였고 166,000여명 이상이 부상을 당하였으며, 100만동 이상의 주택이 완파되거나 부분적 파손 등의 피해를 입었다. 미국지질연구소(USGS)는 이 때의 규모를 7.9로 발표하기도 했다.

## 피해 상황
- 사망자:20,005명
- 실종자:247명
- 부상자:166,000명
- 중상자:20,717명